# Otomops martiensseni
Otomops martiensseni — вид кажанів родини молосових.

## Середовище проживання
Цей вид був широко, але нерівномірно, записаний від більшої частини Африки південніше Сахари. Він знаходиться на висоті від рівня моря до 2900 м над рівнем моря. Тварини були записані з різних місць проживання, починаючи від гірських вологих тропічних лісів до напівпосушливого середовища, а в деяких випадках були знайдені в міських і приміських районах, в районах інтенсивної сільськогосподарської діяльності.

## Стиль життя
У південній частині Африки колонії, як правило, невеликі (чисельністю до 30 особин) і регулярно їх помічають в будовах. Інші популяції в основному ночують у печерах, занедбаних тунелях, деревах, западинах і на рослинності. 